# Stapelia gigantea
Stapelia gigantea debe su nombre al hecho de que sus flores son de grandes dimensiones, de 10 a 45 cm de ancho, entre las más grandes de las especies conocidas. Se forman normalmente en la base de los tallos y se caracterizan por pétalos de color crema-amarillo más o menos estriados de rojo y revestidos por una densa pelusa. 
Se adaptan a cualquier maceta y entorno, aunque no soportan temperaturas bajo cero.
Florecen en verano.

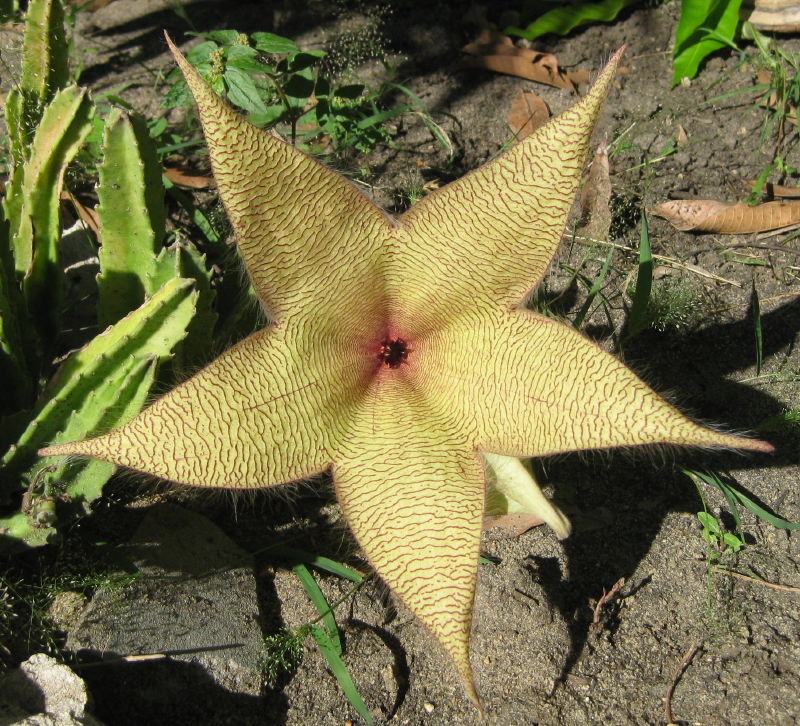

Es conocida como flor carroña gigante por el desagradable perfume de las flores que recuerda a la carne en putrefacción.Se puede encontrar en el desierto, en lugares rocosos y a las costas del mar.
- Datos: Q287520
- Multimedia: Stapelia gigantea / Q287520
- Especies: Stapelia gigantea